# 普拉特 (明尼蘇達州莫里森縣)
普拉特（英語：Platte）是位於美國明尼蘇達州莫里森縣普拉特鎮區的一個非建制地區。

## 地理
普拉特所處的海拔為高於海平面369米（即1211英呎），而該地所採用的時區為UTC-6，即北美中部時區（CST）。同時該地設有夏令時間，為UTC-6調快一小時，即UTC-5（CDT）。